# Kenge
Kenge, ibland kallad Kenge I för att skilja orten från Kenge II några kilometer västerut, är en stad (franska: ville) i Kongo-Kinshasa, huvudstad i provinsen Kwango. Staden är indelad i stadsdelarna (franska: communes) Cinq Mai, Laurent Désiré Kabila, Manonga, Masikita och Mavula, och omges av territoriet Kenge.
En kolonial postering upprättades på platsen 1890. Kenge blev huvudort i vad som då var distriktet Kwango 1954 men blev inte småstad (franska: cité) förrän 1982. Ett BB byggdes i samband med Kwangos första period som provins (1962–1966) och utvecklades senare till ett allmänt sjukhus. Vid samma tid (1963) upprättades Kenges stift i romersk-katolska kyrkan.